# 李青 (画家)
李青（1981年—），浙江湖州人，2004年毕业于中国美术学院，2007年毕业于中国美术学院油画系，获硕士学位，以2005年创作的《大家来找茬》双联画系列崭露头角，成为第一届与设计大奖赛候选人，并因随后的《互毁而同一的像》系列以及不断拓展的录像、装置、摄影等多种媒介的创作而备受关注。